# José Luis Canto Sosa
José Luis Canto Sosa (ur. 29 października 1960 w Calkiní) – meksykański duchowny rzymskokatolicki, biskup diecezjalny San Andrés Tuxtla od 2021.

## Życiorys

### Prezbiterat
Święcenia kapłańskie otrzymał 27 grudnia 1996 i został inkardynowany do diecezji Campeche. Był m.in. prefektem w niższym seminarium, wykładowcą w wyższym seminarium, dyrektorem kurialnego wydziału ds. ochrony małoletnich oraz wikariuszem generalnym diecezji.

### Episkopat
14 sierpnia 2021 papież Franciszek mianował go biskupem diecezjalnym San Andrés Tuxtla. Sakry udzielił mu 27 października 2021 nuncjusz apostolski w Meksyku – arcybiskup Franco Coppola.